# Emil Horneman
Johan Ole Emil Horneman, född den 13 maj 1809 i Köpenhamn, död där den 29 maj 1870, var en dansk tonsättare. Han var son till Christian Horneman, far till C.F.E. Horneman.
Horneman öppnade 1844 en musikhandel (sedermera "Horneman & Erslev") i sin hemstad. Han blev i sitt hemland populär genom sina melodiösa pianostycken och sånger. Bland annat komponerade han musiken till Peter Fabers Den tapre landsoldat.